# Схеперман, Сем
Сем Схеперман (нидерл. Sem Scheperman; род. 24 июня 2002, Холтен, Оверэйссел) — нидерландский футболист, полузащитник клуба «Хераклес».

## Клубная карьера
Схеперман — воспитанник клуба «Твенте». В 2022 году игрок подписал контракт с «Хераклесом». 11 мая в матче против «Валвейка» он дебютировал в Эредивизи. По итогам сезона клуб вылетел в Эсртедивизи, но игрок остался в команде. 5 мая 2023 года в поединке против «Дордрехта» Сем забил свой первый гол за «Хераклес». По итогам сезона Схеперман помог команде вернуться в элиту.